# Zocca
Zocca (emilián nyelven La Zòca) település Olaszországban, Emilia-Romagna régióban, Modena megyében. Lakosainak száma 4628 fő (2023. január 1.). Zocca Castel d’Aiano, Valsamoggia, Guiglia, Montese, Pavullo nel Frignano és Vergato községekkel határos.

## Népesség
A település lakossága az elmúlt években az alábbi módon változott:
| Lakosok száma | 4628 | 4608 | 4628 |
|               | 2017 | 2018 | 2023 |